# Shanghai Rolex Masters 2017
Shanghai Rolex Masters 2017 byl tenisový turnaj pořádaný jako součást mužského okruhu ATP World Tour, který se odehrával v komplexu stadionu Čchi-čung v Min-changu. Probíhal mezi 8. až 15. říjnem 2017 v  Šanghaji jako devátý ročník turnaje na otevřených dvorcích s tvrdým povrchem DecoTurf.
Turnaj se po grandslamu řadil do druhé nejvyšší kategorie okruhu ATP World Tour Masters 1000 a představoval předposlední událost této devítidílné série. Dotace činil 7 906 170 amerických dolarů.
Nejvýše nasazeným hráčem ve dvouhře se stal první tenista světa Rafael Nadal ze Španělska. Jako poslední přímý účastník do hlavní singlové soutěže nastoupil bosenský 56. hráč žebříčku Damir Džumhur.
Dvacátou sedmou trofej v sérii Masters získal švýcarský tenista Roger Federer, který navázal na vítězství z roku 2014. Deblovou trofej získali Henri Kontinen a John Peers.

## Distribuce bodů a finančních odměn

### Distribuce bodů
| Soutěž  | vítězové | finalisté | semifinalisté | čtvrtfinalisté | 16 v kole | 32 v kole | 64 v kole | Q  | Q2 | Q1 |
| ------- | -------- | --------- | ------------- | -------------- | --------- | --------- | --------- | -- | -- | -- |
| dvouhra | 1000     | 600       | 360           | 180            | 90        | 45        | 10        | 25 | 16 | 0  |
| čtyřhra | 1000     | 600       | 360           | 180            | 90        | 0         | —         | —  | —  | —  |

### Finanční odměny
| Soutěž                                         | vítězové   | finalisté | semifinalisté | čtvrtfinalisté | 16 v kole | 32 v kole | 64 v kole | Q2     | Q1     |
| ---------------------------------------------- | ---------- | --------- | ------------- | -------------- | --------- | --------- | --------- | ------ | ------ |
| dvouhra                                        | $1 136 850 | $557 420  | $280 550      | $142 660       | $74 080   | $39 055   | $21 085   | $4 860 | $2 475 |
| čtyřhra                                        | $352 060   | $172 360  | $86 460       | $44 370        | $22 940   | $12 100   | —         | —      | —      |
| v deblových soutěžích je částka uváděna na pár |            |           |               |                |           |           |           |        |        |

## Dvouhra mužů

### Nasazení
| Stát                         | Hráč                  | ATP | Nasazení |
| ---------------------------- | --------------------- | --- | -------- |
| Španělsko                    | Rafael Nadal          | 1.  | 1.       |
| Švýcarsko                    | Roger Federer         | 2.  | 2.       |
| Německo                      | Alexander Zverev      | 4.  | 3.       |
| Chorvatsko                   | Marin Čilić           | 5   | 4        |
| Rakousko                     | Dominic Thiem         | 7.  | 5.       |
| Bulharsko                    | Grigor Dimitrov       | 8.  | 6.       |
| Španělsko                    | Pablo Carreño Busta   | 10. | 7.       |
| Belgie                       | David Goffin          | 11. | 8.       |
| Španělsko                    | Roberto Bautista Agut | 13. | 9.       |
| USA                          | Sam Querrey           | 15. | 10.      |
| Jižní Afrika                 | Kevin Anderson        | 16. | 11.      |
| USA                          | John Isner            | 17. | 12.      |
| Austrálie                    | Nick Kyrgios          | 19. | 13.      |
| USA                          | Jack Sock             | 21. | 14.      |
| Francie                      | Lucas Pouille         | 23. | 15.      |
| Argentina                    | Juan Martín del Potro | 24. | 16.      |
| Žebříček ATP k 2. říjnu 2017 |                       |     |          |

### Jiné formy účasti
Následující hráčí obdrželi divokou kartu do hlavní soutěže:
- Denis Shapovalov
- Wu Ti
- Wu I-ping
- Čang Ce

Následující hráči postoupili z kvalifikace:
- Nikoloz Basilašvili
- Jérémy Chardy
- Alexandr Dolgopolov
- Dušan Lajović
- Jordan Thompson
- Frances Tiafoe
- Stefanos Tsitsipas

### Odhlášení
před zahájením turnaje
- Tomáš Berdych → nahradil jej  Damir Džumhur
- Novak Djoković → nahradil jej  Steve Johnson
- David Ferrer → nahradil jej  João Sousa
- Philipp Kohlschreiber → nahradil jej  Viktor Troicki
- Gaël Monfils → nahradil jej  Jared Donaldson
- Gilles Müller → nahradil jej  Jan-Lennard Struff
- Andy Murray → nahradil jej  Aljaž Bedene
- Kei Nišikori → nahradil jej  Čong Hjon
- Milos Raonic → nahradil jej  Andrej Rubljov
- Jo-Wilfried Tsonga → nahradil jej  Daniil Medveděv
- Stan Wawrinka → nahradil jej  Ryan Harrison

### Skrečování
- Aljaž Bedene
- Nick Kyrgios (viróza)[1]
- Jack Sock (dehradatce)[1]
- Mischa Zverev

## Mužská čtyřhra

### Nasazení
| Stát                                                                    | Hráč              | Stát        | Hráč              | ATP | Nasazení |
| ----------------------------------------------------------------------- | ----------------- | ----------- | ----------------- | --- | -------- |
| Finsko                                                                  | Henri Kontinen    | Austrálie   | John Peers        | 3.  | 1.       |
| Polsko                                                                  | Łukasz Kubot      | Brazílie    | Marcelo Melo      | 7.  | 2.       |
| Nizozemsko                                                              | Jean-Julien Rojer | Rumunsko    | Horia Tecău       | 19. | 3.       |
| Spojené království                                                      | Jamie Murray      | Brazílie    | Bruno Soares      | 23. | 4.       |
| Chorvatsko                                                              | Ivan Dodig        | Španělsko   | Marcel Granollers | 27. | 5.       |
| Jižní Afrika                                                            | Raven Klaasen     | USA         | Rajeev Ram        | 34. | 6.       |
| Rakousko                                                                | Oliver Marach     | Chorvatsko  | Mate Pavić        | 39. | 7.       |
| USA                                                                     | Ryan Harrison     | Nový Zéland | Michael Venus     | 40. | 8.       |
| Žebříček ATP k 2. říjnu 2017; číslo je součtem umístění obou členů páru |                   |             |                   |     |          |

### Jiné formy účasti
Následující páry obdržely divokou kartu do hlavní soutěže:
- Kung Mao-sin /  Čang Ce
- Wu Ti /  Wu I-ping

### Odhlášení
před zahájením turnaje
- Jack Sock

v průběhu turnaje
- Nick Kyrgios

## Přehled finále

### Mužská dvouhra
- Roger Federer vs.  Rafael Nadal, 6–4, 6–3

### Mužská čtyřhra
- Henri Kontinen /  John Peers vs.  Łukasz Kubot /  Marcelo Melo, 6–4, 6–2